# Escape (filme de 1930)
Escape é um filme britânico de 1930, do gênero policial, dirigido por Basil Dean e estrelado por Gerald du Maurier, Edna Best e Gordon Harker. Foi baseado numa peça homônima de 1926, de John Galsworthy, que foi adaptado novamente como um filme em 1948.